# Toons Mag
Toons Mag è una rivista illustrata online che pubblica disegni, caricature, fumetti e animazioni. È una piattaforma di pubblicazione internazionale e plurilingue per serie a fumetti, caricature politiche e satiriche e vignette, pubblicata da Arifur Rahman.

## Storia
In Bangladesh, le vignette di Arifur Rahman furono proibite e censurate a causa di un disegno innocuo pubblicato nel 2007 sulla rivista di un giornale nazionale. A seguito della pubblicazione della vignetta, Rahman venne torturato e incarcerato per sei mesi e due giorni. Dopo la sua scarcerazione nel 2008, nessun giornale osava pubblicarlo. Egli voleva però far conoscere i propri disegni al pubblico, quindi decise di aprire la propria rivista illustrata, ma non aveva abbastanza soldi per cominciare a stampare. Perciò, nel 2009, creò un sito internet per la pubblicazione di disegni, fumetti e animazioni chiamato Toons Mag. Lo scopo era promuovere apertura e libertà di parola e creare un sito internazionale di disegnatori.

## Premi
Nel 2015, Toons Mag ha vinto il premio tedesco The Bobs per “migliore attivista online” per la sua edizione in lingua bengali. È l’emittente internazionale Deutsche Welle ad occuparsi del concorso.

## Concorsi di disegno e mostre
Dal 2015, ogni anno vengono organizzati concorsi di caricature e mostre internazionali da parte di Toons Mag in collaborazione con Avistegnernes Hus.

### 2015 Bambini in guerra
È stata una mostra itinerante internazionale. Il tema principale era la situazione dei bambini durante la guerra e nelle zone di conflitto armato, come ad esempio in Siria, Yemen, Afghanistan, Iraq, eccetera. 128 disegnatori da 51 Paesi hanno contribuito alla mostra con le loro illustrazioni. La mostra è stata inaugurata dal vescovo di Borg, Atle Sommerfeldt, all’Avistegnernes Hus a Drøbak. Successivamente, la mostra è stata esposta a Oslo, Nesodden, Bergen, Stavanger, Haugesund, Kristiansand e Norrköping, in Svezia. Il progetto è stato supportato da Fritt Ord.

### 2016 I diritti delle donne
Nel 2016 sono stati organizzati un concorso di disegno e una mostra a sostegno dei diritti umani e il tema era i diritti delle donne. 567 fumettisti da 79 Paesi hanno partecipato al concorso e, nella mostra, sono stati esposti 120 disegni scelti. Essa è stata inaugurata nella giornata internazionale della donna all’Avistegnernes Hus dalla vignettista norvegese Siri Dokken. La mostra indiana è stata aperta alla galleria dell’Indian Institute of Cartoonists e, nello stesso giorno, ad Agra, nell'Uttar Pradesh, in India. Poi, è stata esposta a Kristiansand, in Norvegia, e a Prešov, in Slovacchia. Essa ha collaborato con l’Avistegnernes Hus, l’Indian Institute of Cartoonists e Brain Sneezing, in Slovacchia. Il progetto è stato sostenuto da Fritt Ord, dall’Agenzia europea dell’ambiente e dalla Repubblica Slovacca. 12 disegnatori su 567 hanno vinto premi e diplomi.

### 2017/18 Libertà di parola
È il progetto collaborativo tra Toons Mag e Avistegnernes Hus. Questa mostra è stata esposta in diversi luoghi di tre Paesi: Norvegia, India e Slovacchia. La mostra ad Avistegnernes Hus è stata inaugurata dallo scrittore Per Edgard Kokkvold. Essa ha fatto parte del Festival della letteratura norvegese a Lillehammer, dove è stata aperta da Roar Hagen e Moddi Knutsen. A Oslo, si trovava all’ambasciata slovacca mentre, nel Bangalore, all’Indian Institute of Cartoonists. È stata esposta a Prešov e a Košice in Slovacchia e infine a Eidsvoll. 12 disegnatori su 518 hanno vinto premi e diplomi. Il progetto è stato sostenuto da Fritt Ord.